# الطيب تونسي
الطيب تونسي (1896 - 1976) هو جندي جزائري. كان ضمن فوج كتائب جزائرية ‏ في الجيش الفرنسي بعد أن وصل إلى رتبة نقيب.

## مسيرته
وُلد طيب التونسي في سيدي عيسى سنة 1896، تطوع لمدة 4 سنوات في سور الغزلان، وانضم إلى فوج الكتائب الجزائري الخامس.
شارك في جميع الحروب بين عامي 1914 و1945 في الكتائب الجزائرية التي انضمت للمغرب للمشاركة في حرب الريف. رفض الحصول على الجنسية الفرنسية. له ولدين هما مصطفى تونسي وعلي تونسي.